# قاي كارون
قاي كارون هو اقتصادي وسياسي كندي، ولد في 13 مايو 1968 في ريموسكي في كندا. حزبياً، نشط في الحزب الديمقراطي الجديد. في الانتخابات الاتحادية الكندية 2011 ‏، انتخب عضو مجلس العموم الكندي عن دائرة Rimouski-Neigette—Témiscouata—Les Basques ‏ وقد انضم خلال فترته النيابية ‏ (2 مايو 2011 – 18 أكتوبر 2015)  للكتلة البرلمانية الحزب الديمقراطي الجديد وفي الانتخابات الفيدرالية الكندية 2015، انتخب عضو مجلس العموم الكندي عن دائرة Rimouski-Neigette—Témiscouata—Les Basques ‏ وقد انضم خلال فترته النيابية ‏ (19 أكتوبر 2015 – )  للكتلة البرلمانية الحزب الديمقراطي الجديد.

## وصلات خارجية
- الموقع الرسمي